# 野犬

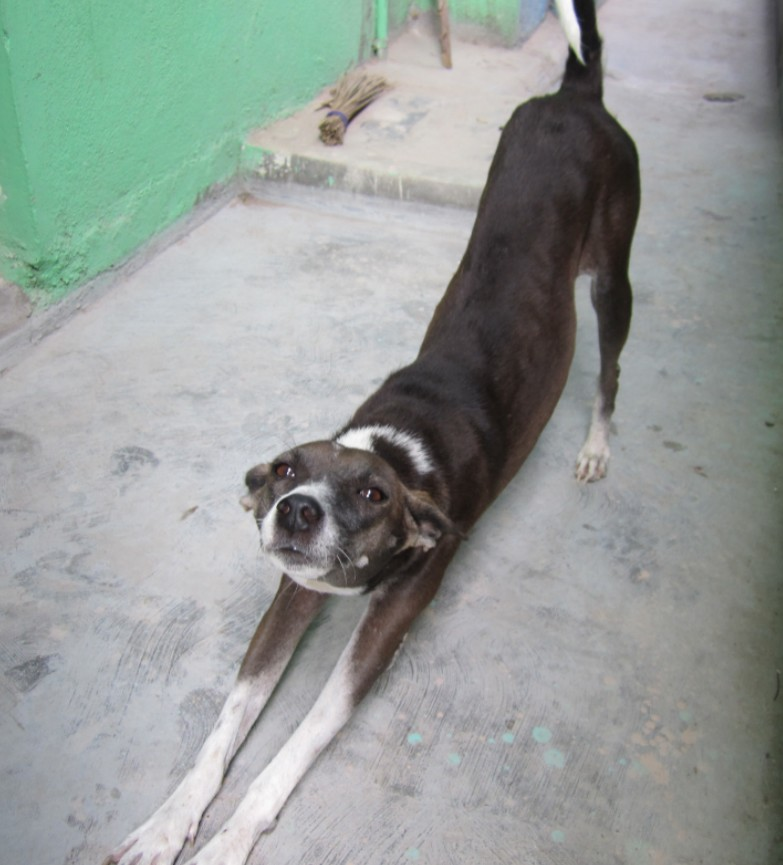
野犬（インド）

野犬（やけん）とは、飼い主がいない犬である。野良犬（のらいぬ）とも呼ばれる。

## 概要

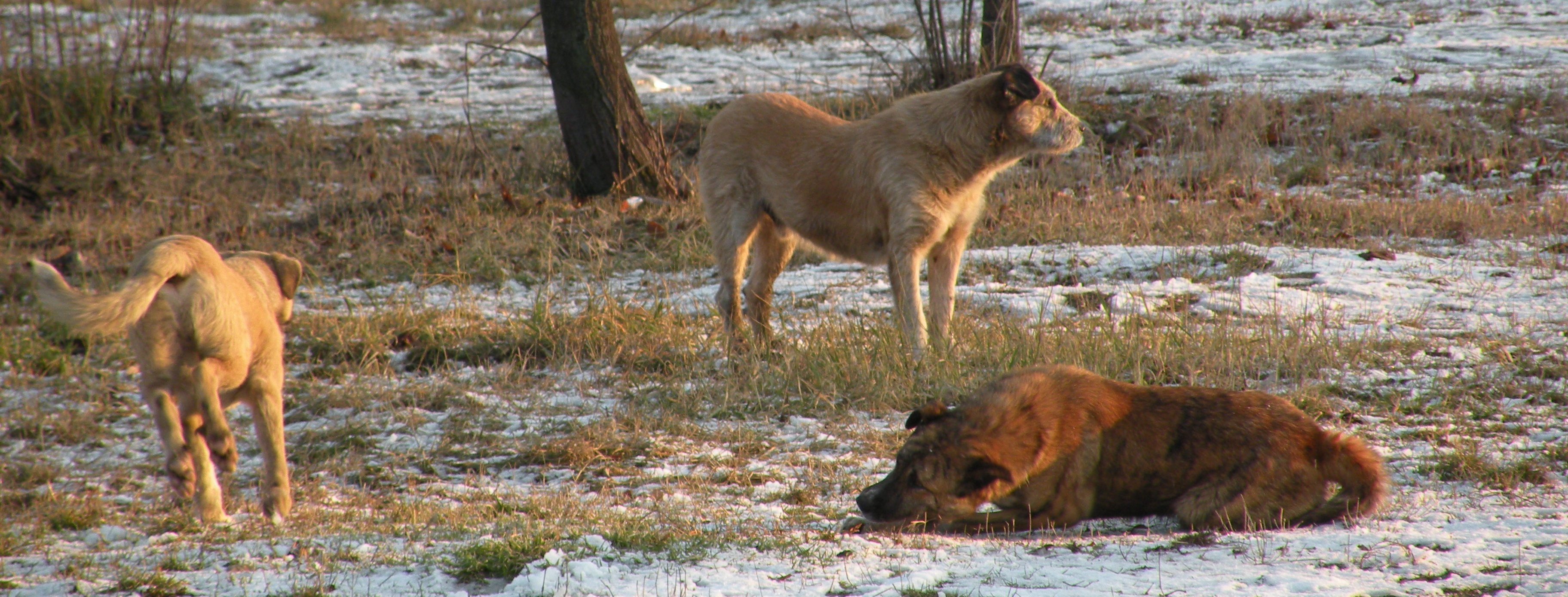
ブカレストで繁殖する野犬

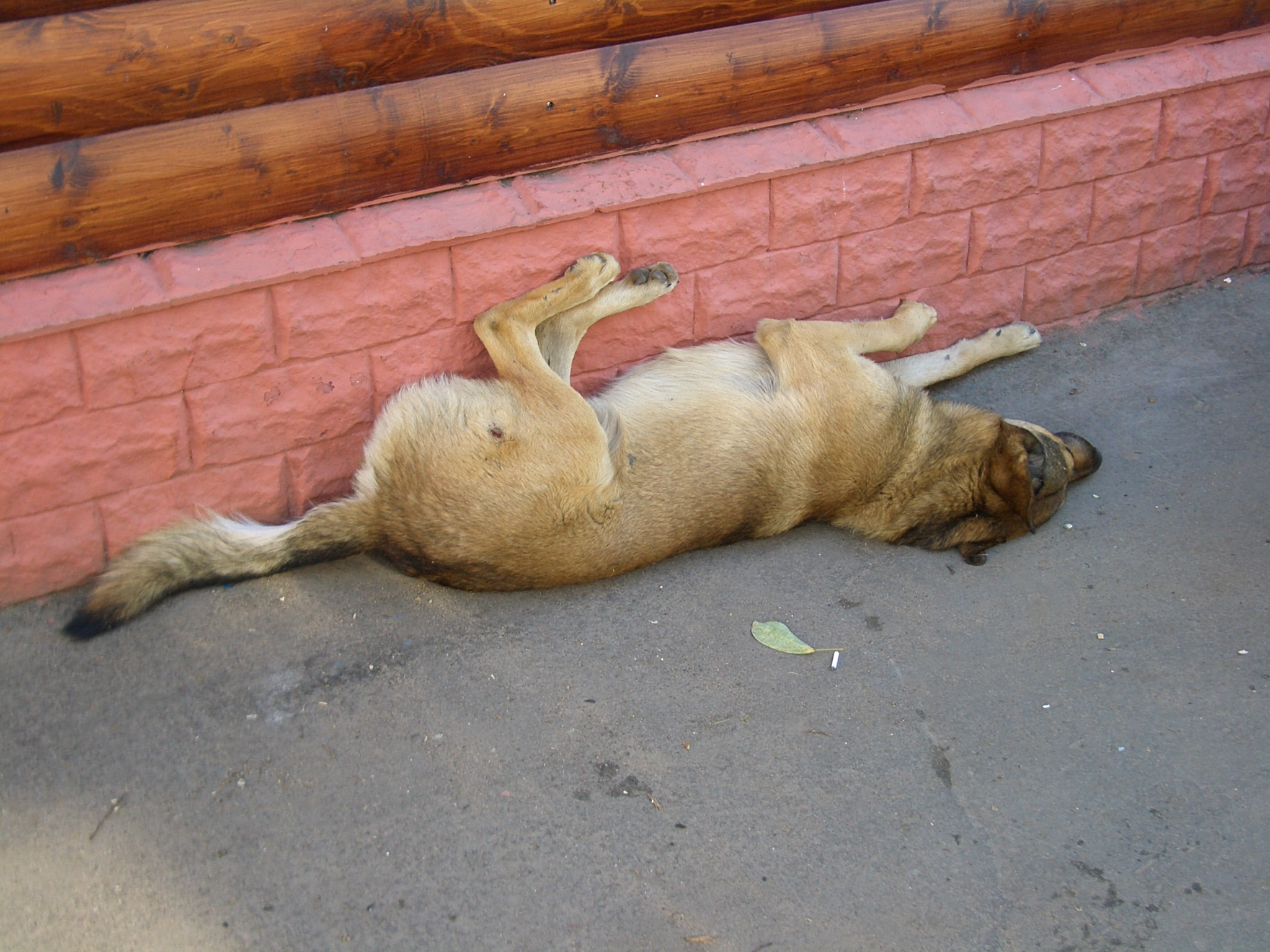
モスクワの路上でくつろぐ野犬

野犬は、野生化した犬と、捨てられたペットの両方を含む。特に後者は野良犬と呼ばれる。
狭義の野犬は、いったん家畜として飼われたものが、野生化し群れで生活している場合を指す。野生化した犬の例として、オーストラリアのディンゴが挙げられる。
日本では、犬を飼う場合に登録や狂犬病予防接種・係留の義務や徘徊の防止などの様々な規定があり、それらを満たしていなければ野犬と見なされ得る。

## 野犬（ヤケン）と野良犬（ノライヌ）
野犬（この場合ノイヌと読む：野生動物）と野良犬（ノライヌ：野生動物）は、狩猟が可能かどうかで区別をする場合、違うものであるとされる。この場合の野犬（ノイヌ）の定義は、人間の生活圏への依存が全くみられない「山野に自生しまして、野山におるもの」となっている。
日本の鳥獣保護法では、山野で自活しているノイヌは狩猟鳥獣で、銃や罠その他の手法による捕獲が可能である。一方、迷い犬などの一時的に人間から離れて生活しているノライヌは非狩猟鳥獣で、狩猟のみならずいかなる手段でも捕獲することはできない。目的や手段は関係なく許可なく捕獲すると違法となる。ノイヌ、ノライヌともに野犬（ヤケン）である。
両者に遺伝的な違いは全くなく、食生活によって区別するとされるが、実際には解剖でもしない限り判別は困難である。
両者は生活圏の違いで便宜的に区別されるが、生物分類上はいずれもタイリクオオカミの一亜種であるイエイヌで、厳密な区別はない。たとえ野良犬がその本来の習性に則り、野犬のように捕食をしたとしても、それを以ってその個体が野犬であるということにはならない。2020年にも北海道厚岸町で行われた犬の捕獲についてもノイヌかノライヌかという物議がある。

## 野犬の問題点
野犬は人や家畜を襲うことがある。狂犬病の人への感染源のほとんどがイヌで、その点は特に危険視される。
野犬はその習性上、群れを作る傾向が強く、集団で狩りを行い家畜に被害を与える例がある。このため一度大集団が出来上がると、より一層危険性が増す。
ノイヌは日本在来の小動物や陸地に営巣する鳥類を襲い食料とするため、絶滅危惧種の保護上も重大な脅威である。

## 野犬の発生

### 日本

#### 原因
日本における野犬は、飼い主の飼育放棄に由来するものが多数を占めている。。なおペットの遺棄は違法で、100万円以下の罰金が科せられる。
21世紀の日本では、野犬の保護件数は減少している。これは、ペットの社会的重要性の増大・伝染病予防などで飼い主の意識が変化し、散歩以外ではペットを外に出さない様式が増えたこと、狂犬病予防法第六条において犬の捕獲が定められており野犬（ヤケン）の捕獲が行われたことが一因とされる。
また、災害の被災地でペットが倒壊家屋から脱走し、野良化する事例もある。阪神・淡路大震災や新潟県中越地震において、避難施設へのペット連れ込みも絡んで問題視されている。

#### 防止策
マイクロチップをペットに埋め込むことで、飼い主の発見につながることが期待できる。
近年開発された埋め込み型マイクロチップ（RFIDの一種）は、ガラスのカプセルに封入した物を、動物の皮膚下に埋め込む事で登録する様式が一部自治体などで始まっている。これらのカプセルは、非常に小型で、また半永久的に機能するため、一度取り付けたらそれら動物（人間も含む）の生涯を通じて機能し、専用の読取装置をかざした際に、登録番号を読み取る事が可能である。

### インド
インドではウッタル・プラデーシュ州のシータープルで野犬の集団が出現し、2017年11月から2018年5月にかけて12人の子供が犠牲になったが、違法操業していた屠殺場の閉鎖により食糧がなくなったことが原因と考えられている。
2025年現在、デリー首都圏には約100万頭の野犬が生息。野良犬による狂犬病被害についても深刻化しており、同年8月、最高裁判所は8週間以内に保護施設に収容するよう首都圏政府と各自治体に命じた。

## 野犬の処遇

### 日本
狂犬病の発生・蔓延を予防するため、狂犬病予防法第6条を根拠として、野犬は積極的に保健所や動物保護施設の職員に捕獲される。捕獲された野犬は、3日から1週間といった各保健所等が属する自治体で定められた保管期間を設けて保管される。
一方で、全ての飼養動物は民法上「物」として扱われる性質から、保健所等が受付を停止している休日や夜間に保護された犬は飼養動物である可能性があることから「遺失物・拾得物」として所轄の警察署が保護・管理を行ない、一定期間を経た後に保健所等に引き渡している。
保健所等は同期間内に、当該犬を収容している旨を公示して飼い主を探す、譲渡会等で飼い主を募集する、譲渡希望者に気に入った個体を引き渡すなどを行っている。
しかしそれらが現れない場合、または最初から殺処分が決められている場合は、炭酸ガスや麻酔薬等により殺処分される。また、野犬ではないが飼い主が不要になった犬を保健所等に持ち込むなど「所有権が放棄」された場合は、即日殺処分されることがある。

#### 動物愛護管理法による引取り
動物愛護管理法第35条は、「都道府県等は、犬又はねこの引取りをその所有者から求められたときは、これを引き取らなければならない。」として、飼い犬の引取りを都道府県に義務付けている。
ただし平成24年の法改正で、犬猫等販売業者から引取りを求められた時や環境省令で定める引取りを拒否できる事由がある時は、引取りを拒否できることが明記された。
また同法第35条2項は「前項の規定は、都道府県等が所有者の判明しない犬又はねこの引取りをその拾得者その他の者から求められた場合に準用する。 」として、野良犬の引取りを都道府県等に義務付けている。

#### 動物実験への払い下げ
過去には処分対象とされた犬が、動物実験用に払い下げられることもあったが、平成18年に全国的に終了した。
動物実験は、実験動物が誕生する前から入念な管理の下扱われていることを前提としている。したがって出所や年齢が判明しない個体を使ってしまえば正確な実験や測定が行えないうえ、その個体が持つ病原体が研究施設を汚染する恐れもある。

#### 掃討
市町村により、人畜に被害が出た場合には、条例に沿って野犬の掃討を行う場合がある。この掃討については捕獲のほか、一定の制約下で毒餌を撒く場合がある。

### ドイツ
ドイツでは民間団体が運営する動物保護施設ティアハイム（Tierheim）が国内に500か所以上あるが、ドイツ動物保護連盟はティアハイムの運営指針で基本的に殺処分してはならないと定めているが、治る見込みのない病気やけがで苦しんでいる動物については動物福祉の観点から獣医師による安楽死が行われている。
一方、ドイツ連邦狩猟法は、州の細則に基づき、狩猟者は狩猟動物を野生の犬及び猫から保護するための野犬・猫の駆除を認めている。ドイツ連邦狩猟法で駆除の対象とされる犬は飼い主のいない犬だけでなく、猟区内で飼主の管理を離れて徘徊する犬や獲物を漁る犬も対象となる。
ドイツ動物保護連盟は連邦狩猟法の改正を主張している。

### タイ
タイのバンコクでは都内の野良犬は約10万匹いるとされ、年間の苦情は約4500件で、行政当局が捕獲に出動するが避妊手術と狂犬病ワクチンを接種している。その後、飼い主を探して見つからない場合は施設で生涯保護される。

### オーストラリア
フレーザー島には30の野生犬の一種であるディンゴの集団が生息するとされるが、2001年に9歳児がディンゴの襲撃を受けて死亡したことから2019年4月までに110匹余が殺処分された。

### 保護と斡旋
欧米ではアニマルシェルターなどの収容施設があり、こういった野犬や野良猫の保護収容と疾病などの治療や予防接種、および飼い主の斡旋を行っている。これら活動のある地域では、日本のように「ペットとしての犬を求める場合にペットショップに行く」という形ではなく、このアニマルシェルターで犬を品定めして引き取り、この際に登録などが済ませられるという形態となっている。